# Marcello Labor
Marcello Labor (8 de julho de 1890 - 29 de setembro de 1954) - nascido Marcello Loewy - foi um padre católico romano italiano e ex-médico. Labor nasceu de pais judeus e ele próprio era judeu até sua conversão ao catolicismo romano em 23 de dezembro de 1914. Ele se casou com Elsa Reiss em 1912 depois que os dois se conheceram na faculdade na Áustria e tiveram três filhos durante a Primeira Guerra Mundial.   Foi durante esse conflito que ele serviu como oficial médico e foi prisioneiro russo até sua libertação pouco tempo depois.  Ele abriu um consultório médico em Pula, na Croácia, onde se dedicou aos pobres, bem como a uma série de diferentes questões sociais e colaborou com a Ação Católica na região. Ele até mudou seu sobrenome a mando de seu pai para fazê-lo parecer mais italianizado.
Ele era um amante da literatura e publicou cerca de 200 artigos em diversos jornais e revistas. A morte repentina de sua esposa em 1934 o deixou sozinho, já que seus filhos eram adultos. Isso o levou a entrar para o sacerdócio e foi ordenado como tal em 1940, depois que os Salesianos de Dom Bosco rejeitaram seu pedido de ingressar na congregação religiosa. Ele serviu como um famoso pregador e diretor espiritual e serviu no exílio fascista no final da Segunda Guerra Mundial. Suas origens judaicas e seu status de padre fizeram com que Josip Broz Tito e os comunistas o prendessem por vários meses.
Labor morreu de ataque cardíaco no final de 1954, como ele próprio previu. Sua causa de canonização foi lançada algumas décadas depois e culminou em 5 de junho de 2015, depois que o Papa Francisco confirmou sua vida de virtude heróica e o nomeou Venerável.

## Vida
Marcello Labor nasceu em meados de 1890 em Trieste como o segundo de dois filhos do banqueiro húngaro (e judeu) Carlo (18.08.1856–30.07.1931) e da italiana Miriam Forti (26.10.1865–07.10 .1897). Seu irmão era Ferruccio (08.05.1888–28.01.1923) e seu único tio materno era Gino Forti (11.06.1864–08.12.1914). Seu pai era de Nagykanizsa.
Desde a infância, ele gostava de escrever e muitas vezes manteve diários e correspondência com outros contemporâneos durante o curso de seus estudos em Trieste. Aqueles com quem ele se correspondia incluíam pessoas como Guido Devescovi e Scipio Slataper. Ele também fez amizade com Guglielmo Reiss-Romoli, que mais tarde se tornou seu cunhado. Seu amor pela literatura seria algo que cresceria com o tempo e permaneceria até sua morte décadas depois. Mais tarde, ele frequentou a faculdade em Viena, onde conheceria sua futura esposa Elsa Reiss (17/01/1991 - 17/01/1934), com quem se casou no rito judaico em 1912 em Trieste. Ele se formou em medicina em 1914 e se formou em Graz. Labor e Elsa foram batizados no catolicismo romano em 23 de dezembro de 1914 e tiveram três filhos com sua esposa.  Seus filhos eram:
- Maria (01.04.1915–09.03.1916) - nasceu e morreu em Trieste
- Giuliana Guarnero (13.03.1917–14.12.2005) - nascida na Croácia
- Livio Labor (01.07.1918–09.04.1999) - nascido em Lviv

Trabalhista tornou-se um oficial médico nas forças armadas italianas durante a Primeira Guerra Mundial e serviu na linha de frente em territórios austro-húngaros, incluindo Liubliana. Mas os soldados russos o capturaram em algum momento durante o conflito, embora depois o tenham libertado. O fim do conflito levou-o a estabelecer-se em Pula, na Croácia, onde estabeleceu a sua prática médica e ajudou a criar os filhos ao lado da esposa. Seu pai também sugeriu que ele mudasse o sobrenome judeu para "Labor", a fim de tirar o foco de suas raízes judaicas, já que seu pai previu que isso traria problemas se ele mantivesse o sobrenome original. Labour trabalhou para os pobres e se dedicou a questões de justiça social, ao mesmo tempo que publicou mais de 200 artigos sobre diferentes tópicos em jornais e revistas locais durante o curso da década de 1930. Também colaborou com o movimento da Ação Católica e com o grupo São Vicente de Paulo que atuava na região. Ele também fundou o "Centro Católico" como um lugar que poderia ensinar a doutrina e encorajar a devoção eucarística através da adoração.   Labor estudou a tuberculose como médico, bem como uma série de outras doenças em seu trabalho como pesquisador médico, além de clínico geral. Os extensos diários de Labor abrangiam vários e detalhavam sua pesquisa médica, bem como seu interesse pela fé e suas atividades enquanto vivia em Pula.
Mas a sorte de Labor parou em 1934 depois que Elsa morreu em Pula, após um súbito declínio na saúde que fez com que uma de suas pernas fosse amputada. Seus filhos adultos tinham vida própria neste ponto, o que deixou Labor sozinho para seguir seu chamado ao sacerdócio depois de ter pedido permissão especial para fazê-lo devido ao seu estado de casado e convertido. Ele também tinha um respeito especial pelos Salesianos de Dom Bosco e se candidatou para entrar em sua congregação religiosa. Mas ele ficou chateado quando a congregação negou seu pedido e recusou sua admissão, o que o levou a se decidir pelo sacerdócio diocesano em vez do sacerdócio religioso. Iniciou os estudos eclesiais e mais tarde recebeu a solene ordenação sacerdotal em Trieste, na catedral de San Giusto, em 21 de setembro de 1940, pelo Bispo de Trieste Antonio Santin. Labour foi nomeado reitor dos seminaristas de Trieste e também diretor espiritual em Gorizia. Posteriormente, foi pároco da catedral de San Giusto (desde 1948, após a morte de Monsenhor Guido Galvani) e tornou-se um notável pregador e diretor espiritual.
De 1943 até o fim da guerra em 1945, ele foi submetido a um exílio fascista devido à dupla ofensa de ser padre e de origem judia. Para o efeito, foi vigário da freguesia de Fossalta di Portogruaro durante o seu exílio. Seu infortúnio continuou após a guerra, depois que Josip Broz Tito e os comunistas prenderam em 13 de agosto de 1947. Labor foi julgado e condenado à prisão que o teria libertado no final de 1948, embora ele tenha sido libertado poucos meses depois, em 30 de dezembro. Em algum momento de seu sacerdócio, ele foi nomeado Monsenhor. Labor mais tarde foi nomeado reitor dos seminaristas de Capodistria.
Labor morreu em 29 de setembro de 1954 em Trieste, na Via Besenghi, devido a um ataque cardíaco. Ele mesmo previu que morreria de ataque cardíaco. No marcador de seu túmulo na igreja de Sant'Antonio Taumaturgo está escrito: "Marcello Labor: ex-pároco de San Giusto". Em seu testamento, ele pediu para ser enterrado em sua soutaine, sem vestes litúrgicas ou outras insígnias e ditou-se as palavras simples que marcariam sua sepultura.

## Processo de beatificação
O processo para sua beatificação foi aberto sob o Papa João Paulo II em 25 de abril de 1996, após a Congregação para as Causas dos Santos intitular Labor como Servo de Deus e publicar o edito " nihil obstat " (sem objeções à causa) que lançou o processo diocesano de investigação. Este processo teve lugar em Trieste e foi encerrado a 11 de Junho de 2000, com a CCS a fornecer a validação da investigação em Roma a 1 de Fevereiro de 2001, antes de receber o dossiê Positio para avaliação em 2004.
Nove teólogos expressaram seu assentimento à causa em 13 de fevereiro de 2014, assim como o fizeram o cardeal e os membros do bispo da CCS no final de 2 de junho de 2015. O processo culminou em 5 de junho de 2015, depois que o Papa Francisco confirmou que Labor viveu uma vida modelo de virtude heróica e o nomeou Venerável.

O corrente postulador para esta causa é o franciscano Frei Giovangiuseppe Califano.